# Mode Bayard
Die Mode Bayard AG (vormals Mode Wartmann AG, respektive Bayard Wartmann AG) ist ein Schweizer Mode-Einzelhandelsunternehmen mit 76 Filialen in der Schweiz. Das Unternehmen mit Sitz in Bern beschäftigt rund 450 Mitarbeiter und erwirtschaftete 2015 einen Umsatz von rund 110 Millionen Schweizer Franken.

## Geschichte
Die Familie Bayard eröffnete 1912 in Visp einen Gemischtwarenladen, der 1947 zu einem reinen Bekleidungsunternehmen wurde und in der Folgezeit als Mode Bayard firmierte. Ab 1989 eröffneten Fredy Bayard und seine Frau Silvia bis 2003 zehn weiteren Filialen im Wallis. Im Jahr 2003 übernahm Bayard die Berner Mode Wartmann AG und fusionierte die Unternehmen zur Be + We Bayard Wartmann AG. Die weitere Expansion erfolgte durch die Übernahme lokal etablierter Textilhändler, wie 2005 der Mode Ehrbar in Biel, 2006 dreier Loeb-Filialen unter dem Label Mix, 2010 der Krause Senn AG mit sechs Filialen in Stadt und Region Zürich sowie der Protexa Online AG, 2012 der Kottmann Mode in Sursee, 2013 der Schaad Mode mit 28 Filialen sowie der Gerry Weber Switzerland AG, nachdem Bayard bereits 2012 ein «House of Gerry Weber» in Bern eröffnet hatte. Ab 2013 eröffnete Bayard weitere Ladengeschäfte exklusiv für einzelne Modellabels: «Marc Cain», «Esprit», «Comma», «s.Oliver», «Marc O’Polo», «Soccx» und «Tommy Hilfiger».
Im Jahr 2008 übernahmen Fredy und Silvia Bayard die Anteile der Loeb-Gruppe und waren damit alleinige Inhaber der «Mode Bayard Group». 2017 übertrugen Fredy und Silvia Bayard ihre Aktien-Mehrheit an die leitenden Mitarbeitenden des Unternehmens um so das Generationenmanagement sicherzustellen. Silvia Bayard ist weiterhin als CEO in der Firma tätig. Im Jahr 2020 stieg Mode Bayard nach zehn Jahren aus dem Onlineshop-Geschäft aus, nachdem in diesem Bereich keine schwarzen Zahlen geschrieben werden konnten.
Nachdem die Migros ihre Tochtergruppe Globus im Jahr 2020 an ein Joint-Venture von Central Group und Signa Holding verkauft hatte, übernahm der ehemalige Globus-Chef Thomas Herbert gemeinsam mit dem Ehepaar Bayard die 31 Fachgeschäfte der Globus-Gruppe, also die ehemaligen Schild- und Herren-Globus-Filialen und die Navyboot-Niederlassungen, mit Wirkung zum 1. Februar 2021.

### Mode Wartmann
Die Firma wurde 1967 unter dem Namen Otto Wartmann AG gegründet und gehörte ab 1987 zum Warenhaus Loeb. 2001 wurde das Thuner Modehaus Thomi und ein Jahr später die H. Winiker Mode AG in Emmen übernommen.
Die Expansion aus dem Wallis gelang Bayard mit dem Sprung ins Mittelland durch die Fusion mit der zu Loeb gehörenden Wartmann AG mit damals acht Filialen. Per Ende 2007 übernahm die Familie Bayard auch die übrigen Anteile von Loeb.

### Ehrbar
Das Bieler Modehaus Ehrbar mit vier Filialen wurde von Bayard per Februar 2005 übernommen und unter dem bisherigen Namen weitergeführt.

### Jecker, Solothurn
Das Solothurner Traditionshaus wurde bereits 1968 von der Familie Jecker an die Thuner Schaufelberger AG verpachtet, trat jedoch weiterhin unter dem alteingesessenen Namen auf. 2014 ging das Geschäft an Bayard über, welche es nun unter dem eigenen Namen betreibt.

### Gschwend
In einem ehemaligen Pferdestall gründete Gottfried Pfister 1920 ein Spezialgeschäft für Mercerie und Heimtextilien. Dreissig Jahre später wurde Werner Geschwend Teilhaber der Firma Pfister & Co und übernahm 1955 das Geschäft, das er unter dem Namen Gschwend Stoffe weitergeführte. Sein Sohn Peter trat 1968 in die Firma ein und das erste Modegeschäft für Damen wurde eröffnet. Eine erste Filiale wurde 1974 in Langnau eröffnet, weitere in Thun, Huttwil, Lyss und Interlaken. 2009 wurde Gschwend Mode von der Zürcher Modekette Schaad übernommen, welche jedoch die Geschäfte unter dem angestammten Namen weiter betrieb. Anfang 2013 ging Gschwend mit den übrigen Schaad-Geschäften an die Bayard-Wartmann-Gruppe.

### Krause-Senn
1959 wurde aus der Einzelfirma die Krause-Senn AG in Zürich. Später übernahm Krause-Senn die Modehaus Korner AG in Willisau, die Mode Wildi AG in Reinach und das Modehaus Spörri AG in Uster. Bayard übernahm die Krause-Senn 2010.

### Schaad Mode, Rafz
Die Schaad Damenkonfektionsfabrik aus dem zürcherischen Rafz vertrieb ihre Konfektion auch direkt. Nach finanziellen Turbulenzen trat die Firma unter dem Namen Schaad Mode auf und expandierte auf zuletzt 35 Verkaufsgeschäfte. Im Rahmen einer Nachfolgeregelung übernahm Bayard die Schaad-Geschäfte per 2013.